# Lac Buyo
Lac Buyo est un lac artificiel situé à l'ouest de la Côte d'Ivoire. Le village Buyo s'est formé lors la construction du barrage de Buyo dans les années 1980.  
La qualité de l'eau du lac de Buyo était impropre à la consommation humaine à cause des effluents et les déchets d'engrais agricoles. 
Arrêt des activités sur le lac de Buyo afin de permettre la régénération des ressources halieutiques en voie de disparition ; Cette décision a été prise par les autorités administratives et les chefs coutumiers. 